# Cygnet
Cygnet ist ein Ort in Tasmanien, der 56 Kilometer von Hobart entfernt ist. Cygnet hatte zur Zeit des letzten australischen Zensus im Jahre 2016 929 Einwohner. Es wurde von Joseph Bruny d’Entrecasteaux 1793 entdeckt als er den Huon River entlang segelte und die Bucht nach den zahlreichen Schwänen benannte (Cygnes).

## Geschichte
Cygnet wurde bereits im Reisebericht des Comte de Fleurieu über die Erforschung des d'Entrecasteaux Channels genannt. Der erste europäische Siedler William Nichols erreichte 1834 dieses Gebiet und beantragte eine Landzuteilung auf der Ostseite der Bucht. Auch heute ist noch ein Teil seines Hauses zu besichtigen, da es erhalten blieb. 1840 wurde dieser Ort Cygnet genannt und es wurde zum Zentrum der britischen Sträflinge der damaligen Sträflingskolonie Australien mit der dort errichteten Convict Probation Station. Die Anzahl der Bevölkerung entwickelte sich ab 1840, aber der Ort wurde 1848 entvölkert, als die Sträflingsstation aufgegeben wurde. Freie Siedler kamen um 1850 und eine Schule wurde errichtet. 1862 wurde der Ort Lovett benannt und 1915 wieder in Cygnet zurückbenannt. Um die 1930er Jahre wurde Cygnet zu einer Region in der Früchte wie Äpfel, Pfirsiche, Stachel-, Erd- und Himbeeren erfolgreich in Plantagen angepflanzt werden.

## Gegenwart
Cygnet hat ein Backpacker-Hotel, Banken, Tankstellen und drei Pubs. Heute wird des Weiteren der Hafen für touristische Zwecke genutzt. Etwa eine Meile südlich von Cygnet befindet sich ein geschützter Ankerplatz für Segelboote, wenig nördlich von Robleys Point, mit etwa 15 Minuten Fußweg in die Stadt.